# Макфарлейн, Роберт (политик)
Ро́берт Карл Макфа́рлейн (англ. Robert Carl McFarlane; 12 июля 1937, Вашингтон — 12 мая 2022, Лансинг) — советник президента США по национальной безопасности (1983—1985). Основатель совета энергетической безопасности США. Один из идеологов распада СССР.

## Биография
Родился в семье конгрессмена—демократа от штата Техас. С 1955 по 1959 обучался в Военно-морской академии США в Аннаполисе. Защитил докторскую диссертацию.

### Государственная деятельность
С 1981 года заместитель государственного секретаря А. Хейга.
С 1983 по 1985 Советник Р. Рейгана по национальной безопасности.
Макфарлейн был соучредителем и генеральным директором международной консалтинговой компании McFarlane Associates Inc. Был советником Джона Маккейна во время президентской кампании 2008 года. С 2009 года Макфарлейн работал в южном регионе Судана и Дарфуре над проектами межплеменных отношений и развития. В июле 2011 года Макфарлейн в сотрудничестве с бывшим директором ЦРУ Джимом Вулси стал соучредителем Совета энергетической безопасности Соединенных Штатов.
Умер 12 мая 2022 года в больнице Лансинга, штат Мичиган, от осложнений заболевания лёгких в возрасте 84 лет.